# Дона Рийд
Дона Рийд (на английски: Donna Reed) е американска актриса.

## Биография
Дона Рийд (Дона Бел Мълингър) е родена на 27 януари 1921 г. във ферма близо до град Данисън в Айова в семейството на Хейзъл Джейн и Уилям Ричард Мълингър. Тя е най-голямата от пет деца в семейството и израства в методистката традиция. Тя завършва гимназия в Денисън, а през 1938 г. се премества в Лос Анджелис, където започва да живее с леля си Милдред. Там записва да учи за водеща на радио програми в градския колеж на Лос Анджелис.

### Кариера
Филмовата ѝ кариера започва през 1941 г. с малки роли. Тя е най-известна с ролята на „Мери Бейли“ във филма на Франк Капра „Животът е прекрасен“ (1946). През 1954 г. за ролята си във филма „Оттук до вечността“ получава наградата Оскар за най-добра поддържаща женска роля.
Продължава успешната си кариера и през 1958 – 1966 г. играе главната роля в „Шоуто на Дона Рийд“, за което е номинирана четири пъти за наградата „Еми“ за най-добра женска роля в телевизионен сериал – комедия, а също така получава „Златен глобус“ през 1963 година. През следващите години актрисата се снима малко в киното и телевизията.
През 1984 – 1985 г. изиграва „мис Ели Еуинг“ в седмия сезон на телевизионния сериал на „Далас“, след като Барбара Бел Гедес, предишната изпълнителка на тази роля, напуска поредицата. През 1985 г. Бел Гедес решава да се завърне и на Дона Рийд ѝ се налага да спре да снима и да напусне проекта.

### Личен живот
Първи съпруг на актрисата става гримьорът Уилям Тътъл през 1943 г. Развеждат се след 2 години и тя се омъжва за продуцента Тони Оуен (1907 – 1984), който става баща на четирите ѝ деца (имат и 2 осиновени). През 1972 г. те се развеждат и три години по-късно Дона Рийд се омъжва за пенсионирания полковник на американската армия Гроувър У. Асмус (1926 – 2003), с когото остават женени до смъртта ѝ на 14 януари 1986 г. 

### Смърт
Дона Рийд почива на 64 години в Бевърли Хилс от рак на панкреаса и е погребана в Мемориалното гробище Уестууд Вилидж в Лос Анджелис.
В родния ѝ град Денисън в Айова се провежда ежегодният фестивал „Дона Рийд“.

## Избрана филмография
| Година | Филм                | Оригинално заглавие   | Роля              | Режисьор     |
| ------ | ------------------- | --------------------- | ----------------- | ------------ |
| 1946   | Животът е прекрасен | It's a Wonderful Life | Мери Хеч          | Франк Капра  |
| 1953   | Оттук до вечността  | From Here to Eternity | Алма (Лорен) Бюрк | Фред Зинеман |
| 1953   | Яростна битка       | Gun Fury              | Дженифър Боуард   | Раул Уолш    |